# モシン・ナガンM1891/30
モシン・ナガンM1891/30（ロシア語：Винтовка образца 1891/30-го года, винтовка Мосина （Vintovka Mosina））はソビエト連邦（以下「ソ連」と表記）で開発されたボルトアクション方式の小銃。ロシア帝国時代に開発されたモシン・ナガンM1891の改良型である。第二次世界大戦中に、ソ連赤軍の主力小銃として活躍し、狙撃銃としても使用された。
M1891/30から派生した騎兵銃型のM1938と、その改良型であるM1944、その他のバリエーションについても述べる。

## 開発
1930年代以前までのソ連赤軍の主力小銃は、ロシア帝国時代から製造されていたモシン・ナガンM1891であった。
この小銃は帝政ロシア時代のセルゲイ・モシン大佐とベルギー人のエミール・ナガン、レオン・ナガン兄弟によって開発されたボルトアクションライフルで、1891年に帝政ロシア軍に制式採用された。当時の小銃は単発後装が主だったが、M1891は5連発の弾倉を装備することで火力も格段に上がった。しかし銃の全長が長く、戦場で使うのにはいささか不便であった。
しかし、改良は行われており、1924年には、E.カバコフとI.コマリツキーが、剣留めをスプリング式リングに変更してグラつきを無くした。パンシンは照星覆いを開発し、装弾クリップも単純化し、照尺も頑丈なものに変更された。
だが、タンジェントサイトの距離表尺の標示に帝政ロシア独自の単位であるアルシンを使用していたため、兵士の間では不評であった。赤軍部内でもM1891の陳腐化に伴い、新型小銃の開発が不可欠であると判断された。そこで1920年後半に入ってからM1891の改良型の開発に着手しはじめた。
1930年4月28日、それらの改良を総合したうえで、距離表尺の標示をメートル法にし、コストダウンを施したM1891/30が採用され、生産を開始した。

## 概要
M1891/30はM1891で問題があった点を改良している。機関部の構造や使用弾薬など基本的にはM1891と変わらない。
新規製造されたものと、既存のM1891からM1891/30相当に改修されたものの2種類存在する。
銃身長を10cm程短くし、M1891の騎兵用モデルであったドラグーン・ライフルとほぼ同じ長さになった。
リア・サイト（照門）の、距離表尺の標示を、アルシンからメートル法に変更。更にリア・サイトとフロント・サイトが強化され、フロント・サイトに筒状のカバーが付けられた。
生産簡略化のため、機関部前方にある銃身受部が、六角形から円筒形へ変更。M1891からの改修型は、六角形のままである。
木部については工場や製造時期によって単材製と合板製の2種類がある。
銃剣については、M1891と同じスパイク型を使用。第二次大戦中のソ連軍では、銃剣は着剣状態で携行するため、鞘が付属しておらず、銃剣状態で射撃することが基本とされていた。照準も着剣状態に合わせて調整しているため、銃剣を外して撃つ場合、改めて調整し直さなければならなかった。

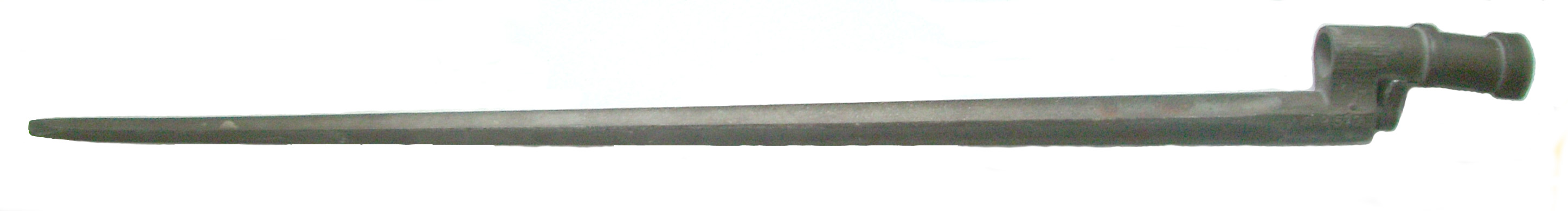
モシン・ナガンに使用されていたスパイク型銃剣。
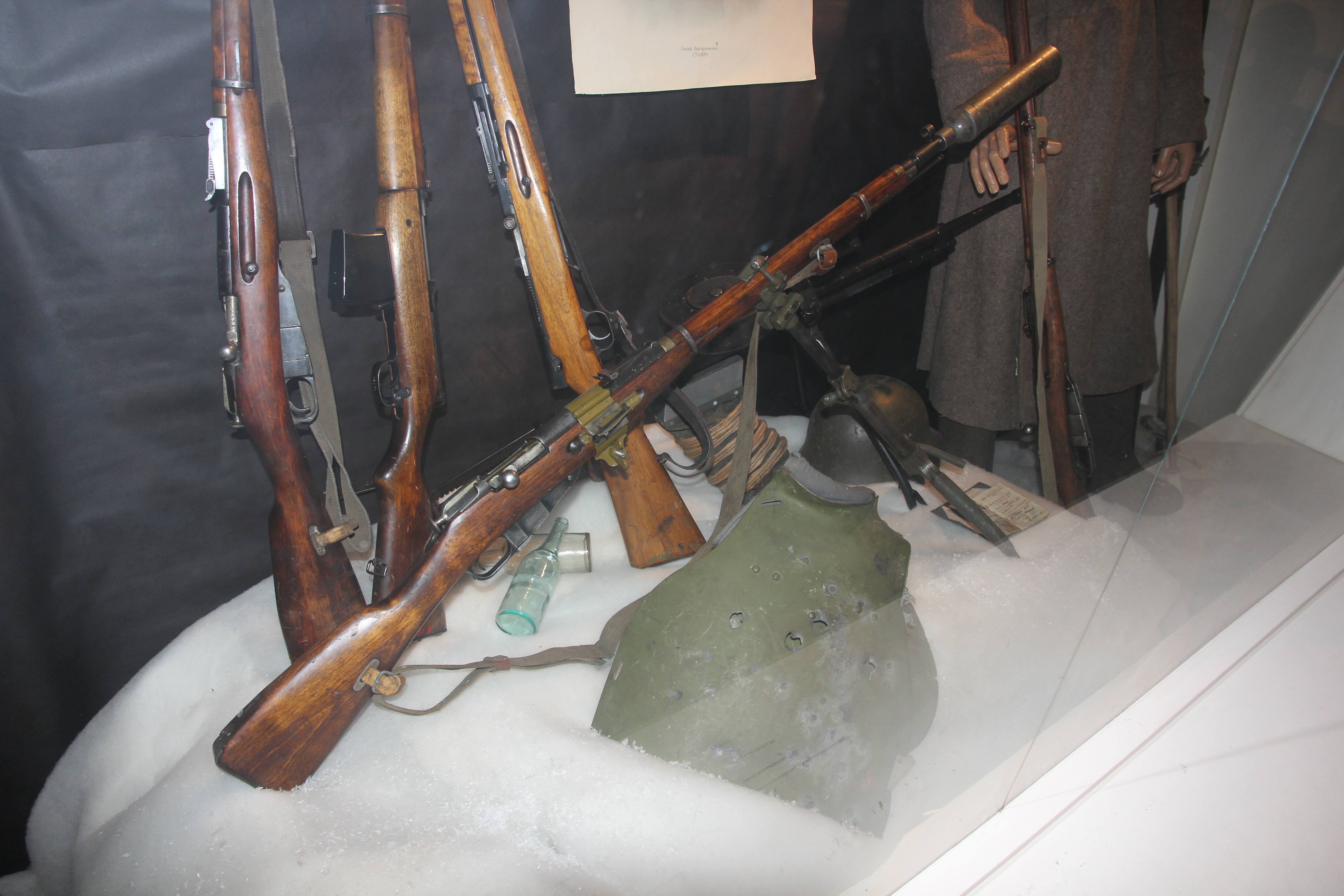
擲弾筒と擲弾用照準器を装着したM1891/30小銃。

## 狙撃銃型
1930年代になるとソ連赤軍は狙撃銃に興味を持つようになり、1937年頃からM1891/30の狙撃銃型を登場させている。名称は小銃型と同じM1891/30である。
狙撃銃型は主力小銃型と比べて、精選された銃身が使用され、装弾するとき直線型ボルトハンドルとスコープが干渉するため、ボルトハンドルが垂れ下がった形状に変更されている。
使用するスコープについては、1930年代にカール・ツァイス の工場設備を購入して、開発に着手している。
最初に、銃身へブラケットを付け、倍率3.87倍の3.87×30 PE型スコープを装着した狙撃銃型が登場した。PEスコープは、アイ・レリーフ（眼とレンズの間）が10cmで、上下左右の調節機能が内蔵されている。銃とスコープの間は8cm近くあり、そこでメタリックサイトを使用することができた。PE型スコープは1931-1940年に生産されて、また、簡略化されたPEM型スコープも1936-1940年に生産された。
次に、レールタイプのベースにPEM型スコープを載せた狙撃銃型が使われ、最終的には既存のスコープより小型である、倍率3.5倍の3.5×21 PU型スコープを架装するようになった。PU型スコープは、トカレフM1940半自動小銃にも使用されたスコープだが、SVT-40の欠点が発覚され、1942年からモシン・ナガンにも装置され始めた。大戦中にPU型はPEスコープに完全にに取って代わることはできなかったが、より軽量かつ低コストで実用性も差は殆どないと判断され、モシン・ナガン用スコープの決定版モデルとなり、二次世界大戦後にも量産が続けていた。
また、サプレッサーを付けた狙撃銃型も使用されている。サプレッサーは全長232mm、直径32mmの円筒で、直径15mmのゴム2枚で発射ガスを捕捉して減音する仕組みだった。150.5グレインの弾頭を使用したパルチザン実包（減装弾）を使った。

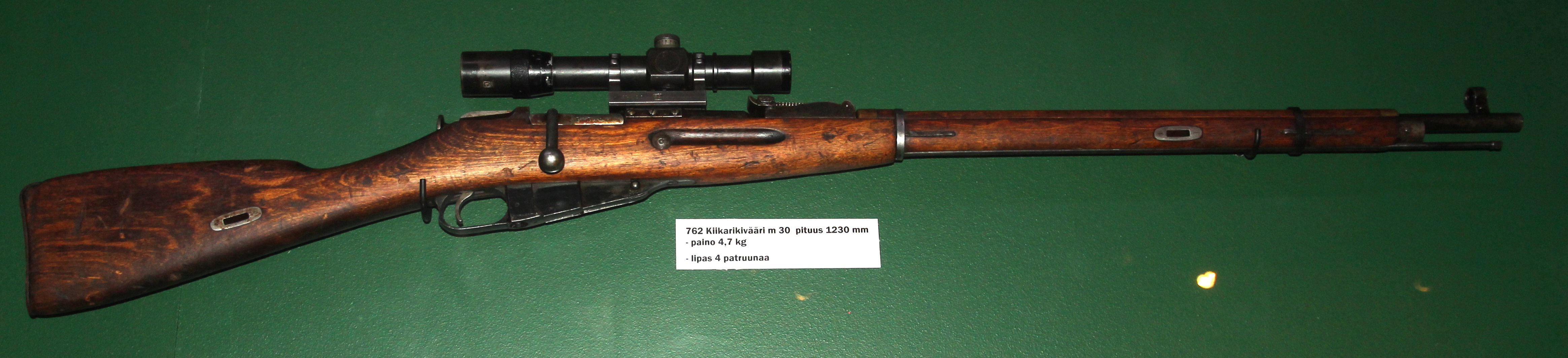
PEスコープを装着したM1891/30狙撃銃。
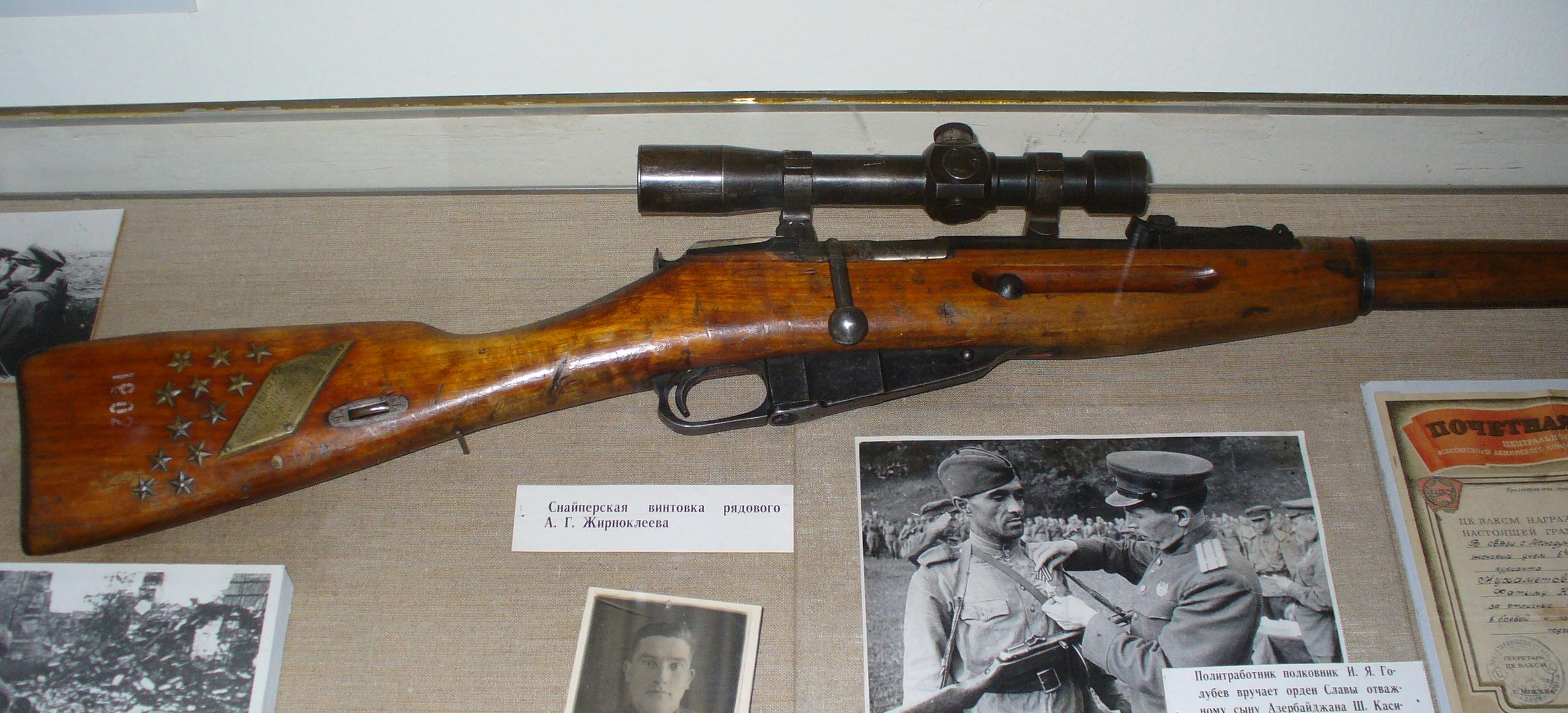
PEMスコープを装着したM1891/30狙撃銃。
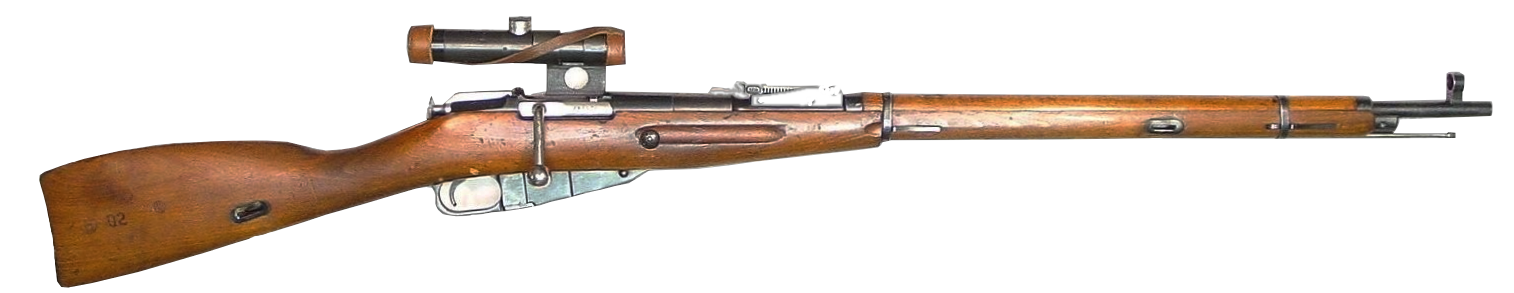
PUスコープを装着したM1891/30狙撃銃。

## 騎兵銃型
1939年2月26日には、M1891/30の騎兵銃型であるM1938が制定された。
M1938は基本構造はM1891/30と変わらないが、全長101.6cm・銃身長50.8cm・重量3,470gと小型化された。しかし、M1891伝統のスパイク型銃剣は装着できなかった。主に騎兵、通信兵、砲兵で使用された。
ソ連赤軍は第二次世界大戦で実戦を経験すると、平原だけでなく、森林や塹壕、市街地などでも戦闘が行われ、障害物を越える戦闘もあったため、全長123cm（着剣状態では166cm）もあるM1891/30では不便であることに気付いた。また、白兵戦を重視する観点から、M1938に折り畳み式の銃剣を備え付けることが検討され、1943年5月に8種類がテストされた。そこで、セミンのシステムが採用された。
1944年1月に、M1938に折り畳み銃剣を備えた改良型のM1944が、歩兵・騎兵・補給部隊用として交付され、これをもってM1891/30・M1938の生産は中止された。
M1944は、スパイク型銃剣を銃口右側に装着し、普段はこれを側面へ折り畳んで収納する。全長102cm・銃身長51.5cm・重量3,900gで、交戦時に白兵戦への切り替えが容易となり、狭い戦場でも取り回しが便利になった。300 - 400mでの命中率は、M1891/30とそれほど劣らなかったという。

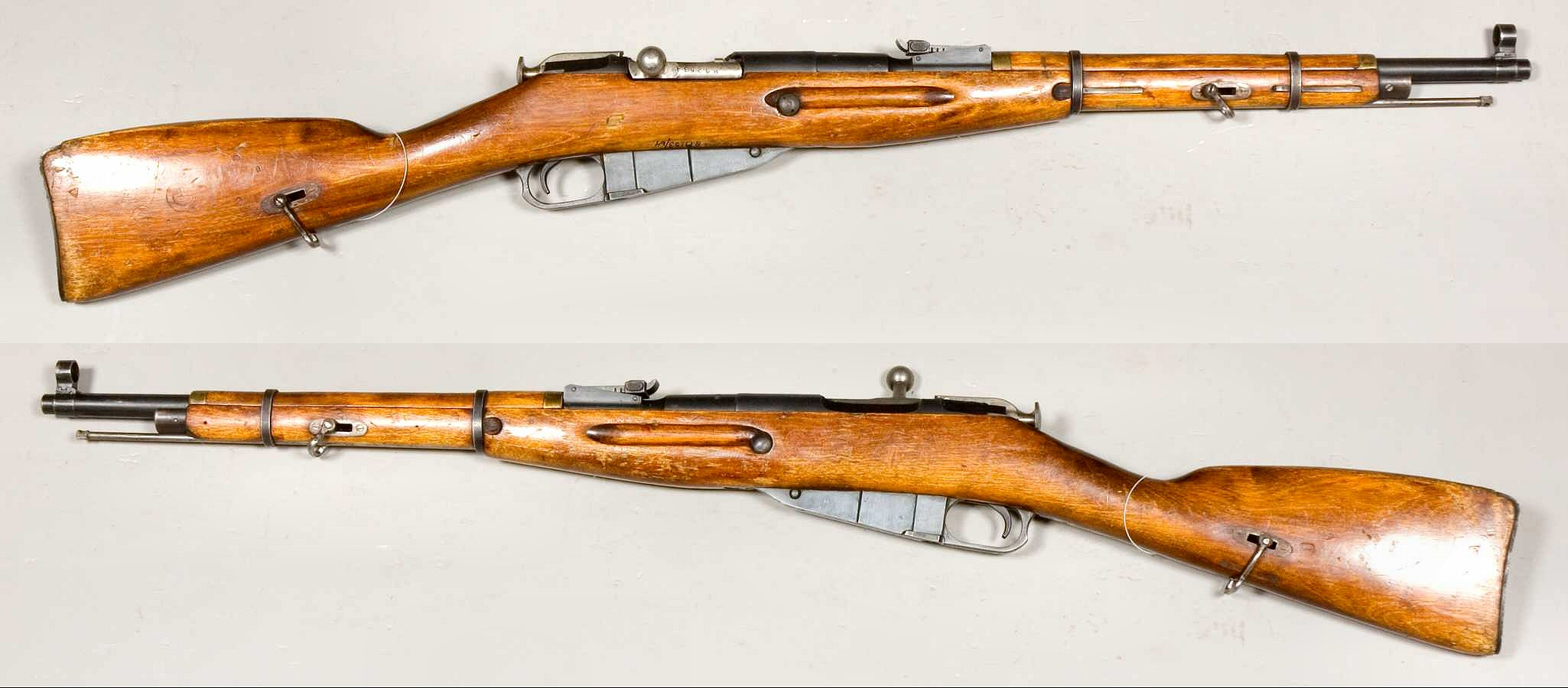
M1938騎兵銃。
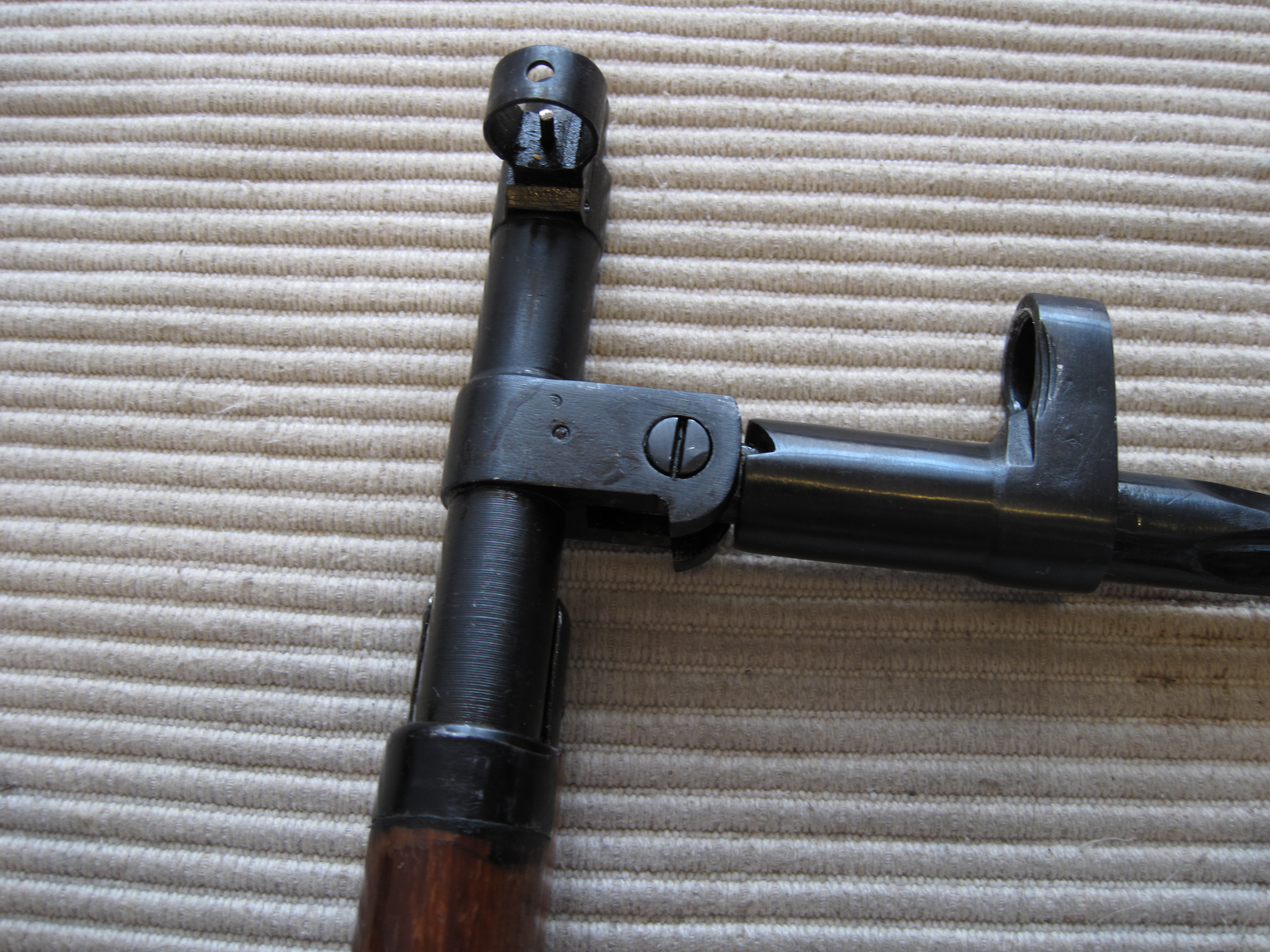
上から見たM1944の銃剣取り付け基部。

## 運用
M1891の後継小銃としてようやく登場したM1891/30は、第二次世界大戦を通してソ連赤軍にとって代表的な小銃となった。
主力小銃として開発されたM1891/30であったがソ連の広報、プロパガンダでは狙撃銃型の写真がよく使用された。そのため一般にはM1891/30は狙撃銃として認識されることが多かったようである。
1940年、M1891/30の後継小銃としてトカレフM1940半自動小銃が登場した。だが、不具合が多くてまともに使用できなかったため、置き換えに至らず、M1891/30は現状維持のまま戦線で使用され、1944年まで生産が続行されている。
1944年、M1891/30小銃とM1938騎兵銃を統合したM1944騎兵銃が登場し、戦後も1946年まで生産された。
交戦したドイツ国防軍も多数鹵獲し、それぞれの型に独自の名称を与えた。ドイツ軍は特に狙撃銃型を「7.62mm ZielGew256(r)」の名称で盛んに使用した。M1891/30は「Gew254(r)」の名前で、現地仕様以外にも親独ロシア人部隊やドイツ側保安部隊でも使用され、1944年には国民突撃隊にも交付されている。M1938は「Kar453(r)」として、警備隊や警察部隊が使用していた。M1944も若干数鹵獲していたようで「Kar457(r)」の名称を付けている。
第二次世界大戦終結直前の1945年に、半自動カービンのSKSがソ連軍の主力小銃として採用され、置き換えが開始された。1949年には、革新的な自動小銃であるAK-47への更新が進められ、1950年代になるとSKS共々、第一線の歩兵部隊では使用されなくなっていった。
M1891/30の狙撃銃型は、戦後もソ連軍の制式狙撃銃として使用され続け、1960年代にSVDライフルが登場して以降、順次置き換えられた。
独ソ戦以前のM1891/30の生産数は、1930 - 1935年で1,216,290挺だったが、1937年には560,545挺、1938年は1,124,664挺、1939年に1,396,667年、1940年に1,375,822挺であった。狙撃銃型は1932年で749挺、1933年で1,347挺、1936年で6,637挺、1937年で13,130挺、1938年で19,545挺と斬増していった。ドイツ軍が侵攻して来た1941年で1,292,475挺（うち騎兵銃は419,084挺）、1942年で3,714,191挺（うち騎兵銃687,426挺）、1943年で約340万挺製造されている。第二次大戦の間にソ連軍は、約1200万挺の小銃と騎兵銃を納入しており、主にイジェフスクで生産された。

## 民間での使用
ボルトアクション銃の常として狩猟ライフル・スポーツライフルとしても使用されている。
後継となったAK-47の成功、そして世界的なアサルトライフルの一般化で、ボルトアクションの小銃は軍用としては著しく旧式となり価値を失った。1960年代のフィンランドが国外に輸出したモシンナガンは西側のコレクター・骨董収集家などの手に渡っている。またソ連崩壊後、ロシアのモロト社がКО-91/30としてM1891/30のレプリカを製造している。また古くから製造していたトゥーラ社（旧トゥーラ造兵廠）も民間向けにモシン・ナガンの改良型やモシン・ナガンをベースにした銃を製造する。
その他ベルリンの壁崩壊に伴い東側に多数存在したモシン・ナガンが外貨獲得手段として一斉に西側に流出した。資料的価値のみならず、スポーツライフル・猟銃用ライフルとしても安価といえた。
大量に製造されたうえ、旧ソ連諸国から海外へ多数流出しているため、現在でも武装ゲリラ等の手に渡って、紛争で使われている。

## 備考
第二次世界大戦中にソ連赤軍で使用されていたPPSh-41短機関銃の逸話として、「どうせホースの水のように弾丸をばら撒くのだから命中精度は問題ない」として、兵器庫で山積みになっていたM1891/30の銃身を切断して、2挺分のPPSh-41の銃身として製造しようとする話があった。

## バリエーション

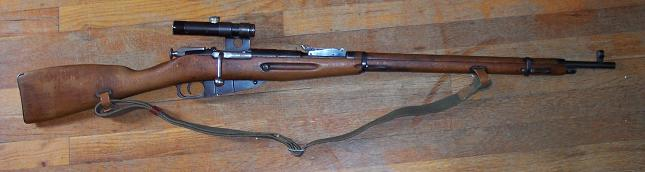
ハンガリーのM/52

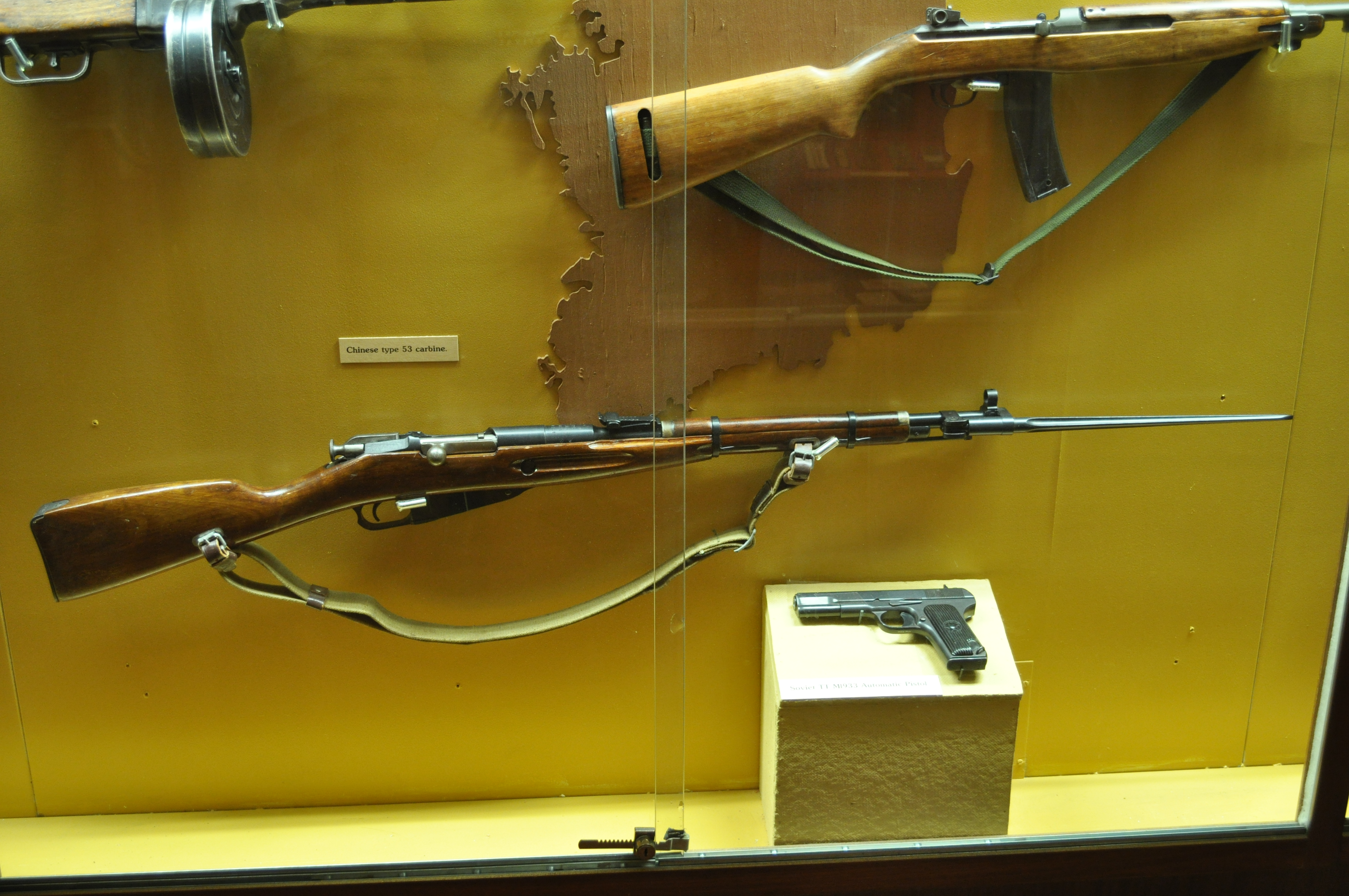
53式

ソビエト連邦
M1891/30
最も多産なバージョン。1930年から1945年まで全てのソ連歩兵連隊に配備された。小銃型と狙撃銃型の2種類が存在。1930年から1944年まで製造。
M1938
M1891/30の騎兵銃型。銃剣は装着できない。1939年から1944年まで製造。
M1944
M1891/30とM1938の統合型。折り畳み式の銃剣を装備。1944年から1946年まで製造。1948年まで配備。
M1891/59
M1959とも表記される。M1938の再生産型。
 ロシア
КО-91/30
モロト社が製造するM1891/30のレプリカ
КО-91/30M
モロト社が製造するM1891/59のレプリカ
OTs-48
KBPの子会社のTsKIB SOOが製造スポーツ、狩猟用のモシン・ナガン
OTs-48K
OTs-48をブルパップ化したもの。
 ドイツ国-  ドイツ軍は鹵獲した銃に独自の名称を与えている。
Gew254(r)
M1891/30小銃型
7.62mm ZielGew256(r)
M1891/30狙撃銃型
Kar453(r)
M1938
Kar457(r)
M1944
 ハンガリー王国
M44 Pattern
大戦後で生産したM44のコピー品。
M/52
M1891/30狙撃銃型のコピー品。
 ルーマニア
M44 Pattern
M91/30 Pattern
 ポーランド
wz. 1891/30
wz.1891の近代改修型。
 チェコスロバキア
VZ91/38 カービン
VZ54 スナイパーライフル
 中国
53式歩騎槍
ソビエト製M1944カービン銃のライセンス生産モデル。ストックには「チュー木」を使用している。

## M1891/30を使用した有名な狙撃手
- ヴァシリ・ザイツェフ - ソ連軍の名狙撃手の一人。2001年映画『スターリングラード』の主人公のモデルとしても知られる。
- リュドミラ・パヴリチェンコ - ソ連軍の名狙撃手の一人。女性兵士。
- フョードル・アフラプコフ  - ソ連軍の名狙撃手の一人。
- ローザ・シャーニナ - ソ連軍の名狙撃手の一人。女性兵士。

## 登場作品
ソ連軍の制式小銃・狙撃銃だったため、第二次世界大戦を題材とした作品などソ連兵が出てくる場面にて多く登場する。

### 映画・テレビドラマ
『スターリングラード』
前半のスターリングラードの市街地戦において、機関銃や装甲戦闘車両を有するドイツ軍に比べて物資不足であった赤軍は苦肉の策として、戦闘に臨む兵士達に「銃を手にした者が敵を撃ち、彼が倒れたら後ろの者が銃を拾って敵を撃て」との命令によって、全ての兵士にクリップでまとめられた弾薬が渡されるも、銃自体は半数の兵士にしか渡されず、主人公のヴァシリ・ザイツェフが戦闘が一段落した後に休息を取っていたドイツ軍の士官達を狙撃して仕留めるのに使用したのは、スターリングラード市内を車で移動中に攻撃されるもなんとか生き延びた人民将校のダニロフが発見した物であった。ダニロフがヴァシリを「優れた狙撃の腕の持ち主で、彼の活躍を新聞で伝えて兵士達の士気を高める」と上司のフルシチョフに売り込み、これによってヴァシリが狙撃部隊に移動してからは同僚のルドミラやアントン、クリコフらと共に狙撃銃仕様である、PUスコープが装着され、銃身の保護のために布が巻かれている本銃を使用する。また、ヒロインのターニャ・チェルノワはM38を装備していたが、ドイツ軍の敏腕狙撃手のエルヴィン・ケーニッヒ少佐によってクリコフが戦死した後に、ヴァシリから戦場でのお守り代わりにクリコフの使っていた狙撃銃使用の本銃を「物は良い」と渡されている。
『山猫は眠らない2』
反体制派のアジトにあったものを使用。ベケットは作中にモシン・ナガンを「モーゼル7.92」と言っており、これがシナリオ作家の勘違いか、それともトム・ベレンジャーの勘違いかは定かではない。ちなみに、相手もブルパップ改造したものを使っている。
『ランボー3/怒りのアフガン』
ハミドとムジャヒディンの何人かが所持している。
『ロシア特殊部隊スペツナズ』
要人警護任務でスナイパー対策として任務地の博物館にあったものを使用。

### 漫画・アニメ
『神さまのいない日曜日』
村人とユリー・サクマ・ドミートリエビッチが使用。
『ザ・コクピット』
「天使の徹甲弾」にて登場する。
『天空侵犯』
スナイパー仮面が使用。
『ファースト・スクワッド』
ソ連軍諜報部第6部隊のファースト・スクワッド（第1分隊）に属するレオが射撃訓練時にスコープ付きの本銃を使用。また、ソ連兵の一部も所持している他、様々な国の武器を扱っているせむし男の店にもある。
『鋼の錬金術師』
アエルゴ軍の制式銃として登場。

### 小説
『強行偵察』
主人公の元陸上自衛隊隊員が使用。
『氷風のクルッカ』
作中にてシモ・ヘイヘがソ連兵から鹵獲した物を使用。

### ゲーム
『Shellshock 2: Blood Trails』
ベトナム兵が使用。
『You Are Empty』
銃剣付きのものと照準器付きのものが登場する。
『コール オブ デューティシリーズ』
『CoD』
ソ連軍のボルトアクションライフルとして登場する。
『CoD:UO』
ソ連軍のボルトアクションライフルとして登場する。
『CoD:FH』
ソ連軍のボルトアクションライフルとして登場する。
『CoD2』
ソ連軍のボルトアクションライフルとして登場する。
『CoD:WaW』
ソ連軍のボルトアクションライフルとして登場する。銃剣や小銃擲弾を装着可能。
『CoD:BO』
ソ連軍が使用しており、アイアンサイトのものとスコープを搭載したものが登場する。

『荒野行動』
｢M1891｣の名で登場。
『スナイパーエリートV2』
「Mosin Nagant」の名前で登場。ソ連軍の歩兵とスナイパーが使用。前者はKar98kのフロントサイトを、後者はPU スコープを装着している。また、主人公、カール・フェアバーンもPU スコープを装着した本銃を調達した際に「ソ連が生んだ傑作ライフル」と称賛しているが、原語（英語）では単に「モシン・ナガンM1891/31」と呼んでいる。
『バトルフィールド ベトナム』
ベトコンで使用可能。
『メタルギアシリーズ』
『MGS3』
ボスの1人、ジ・エンドが麻酔銃仕様に改造したものを使用。同一の物を戦闘後に奪取する形でネイキッド・スネークも使用可能。ピストルグリップと折り畳み式ストックが装着され、空挺降下用に改造されている。
『MGS4』
麻酔銃としてドレビンショップで購入可能。
『MGSPW』
マザーベースで麻酔銃仕様を開発可能。
『MPO+』
狙撃銃扱いの武器として麻酔銃仕様が登場。
『MGO』
狙撃銃扱いの武器として麻酔銃仕様が登場。